# Bergom
För andra betydelser, se Bergom (olika betydelser).
Bergom är en småort i Örnsköldsviks kommun, Västernorrlands län.
Bergom, som ligger i Nätra socken, ligger omkring sex kilometer från orten Bjästa och en dryg mil från centrala Örnsköldsvik.